# Brendon Reading
Brendon Reading, född 26 januari 1989, är en friidrottare från Australien. Han deltog vid olympiska sommarspelen 2016.